# Penaherreraus sarryi
Penaherreraus sarryi là một loài bọ cánh cứng trong họ Cerambycidae.